# Ever17: The out of infinity
Ever17 -the out of infinity- (エバー・セブンティーン・アウト・オブ・インフィニティ?, Ebā Sebuntīn -auto obu infiniti-) è una visual novel giapponese prodotta dalla KID, originariamente messa in commercio il 29 agosto 2002 per PlayStation 2 e Dreamcast. Una versione per Windows fu pubblicata in edizione Premium il 16 maggio 2003. Nel dicembre 2005, la Hirameki International ha pubblicato un'edizione in inglese della versione PC negli Stati Uniti. Una per PlayStation Portable è uscita solo in Giappone direttamente nella versione Premium.
Ever 17 è parte della serie Infinity della KID. Gli altri titoli della serie sono Never7 -the end of infinity-, Remember11 -the age of infinity- e 12Riven -the Ψcliminal of integral-, che prendono tutti luogo nello stesso universo. In Giappone è stato messo in commercio per Windows e Playstation 2 il pacchetto Infinity Plus, contenente tutti e quattro i titoli della serie.
Il gioco racconta la storia di 7 persone intrappolate in un parco divertimenti sottomarino e del loro tentativo di fuggire da esso.
Ever 17 è molto popolare nella comunità delle visual novel. Il gioco è disponibile in 4 diverse lingue: oltre all'originale giapponese, è stato tradotto in cinese da due differenti aziende, in inglese dalla Hirameki International e in russo dalla WinKiller Studio. Sono state create anche due patch amatoriali da parte di fan per tradurre il gioco in tedesco e vietnamita. È inoltre in corso una traduzione in lingua italiana.

## Trama
Ever 17 è la storia di sette individui intrappolati nel parco divertimenti marino LeMU, 51 metri sotto la superficie del mare. Durante un giorno apparentemente normale, avviene in un incidente e il parco viene evacuato. I sette personaggi rimangono però per differenti motivi intrappolati, con la strada per la superficie e le linee di comunicazione interrotte. Inoltre, LeMU perde la pressurizzazione interna ed è schiacciato dalla pressione dell'acqua, divenendo condannato ad essere distrutto in 119 ore. La fuga non è comunque la sola preoccupazione: cominciano a nascere domande sulla legittimità dell'incidente e sulla possibilità che siano stati intrappolati lì di proposito.
Mentre le ore passano e la situazione si fa più disperata, le persone intrappolati dentro LeMU si avvicinano, scoprono risposte su misteri che riguardano loro, LeMU e la situazione stessa.

## Personaggi

Una schermata del filmato introduttivo con le eroine del gioco. Da sinistra, in primo piano: You e Sara; da destra, in secondo piano: Sora e Tsugumi. Sullo sfondo: Coco.

### Protagonisti
Takeshi Kuranari (倉成 武?, Kuranari Takeshi),  (Seiyū Souichiro Hoshi)
Uno studente universitario separato dai suoi amici durante l'ingresso a LeMU. Si dimostra emotivo e buono, usando spesso le sue azioni per esprimere i propri sentimenti.
Kid (少年?, Shōnen),  (Seiyū Souichiro Hoshi)
Un ragazzo che soffre di amnesia e che si ritrova intrappolato in LeMU. Non ricorda nulla del suo passato, né il suo nome o perché si trovi in LeMU. Gli altri intrappolati lo chiamano "Kid" (cioè ragazzo). A differenza di Takeshi, è più introverso e sta spesso sulle sue.

### Eroine
You Tanaka (田中 優?, Tanaka Yu),  (Seiyū Noriko Shitaya)
(You a Kid)
You è una lavoratrice part-time a LeMU che cerca di ritrovare suo padre, scomparso mentre lavorava a LeMU quando lei aveva solo un anno. Si dimostra socievole e ottimista, cercando di risollevare il morale agli altri in tutte le situazioni.
Tsugumi Komachi (小町 つぐみ?, Komachi Tsugumi),  (Seiyū Yū Asakawa)
(Tsugumi a Takeshi)
Tsugumi è una ragazza molto misteriosa. A una prima occhiata è sospettosa, fredda e parla raramente. Inizialmente è anche poco fiduciosa nei confronti degli altri, poiché sospetta alcuni dell'incidente.
Sora Akanegasaki (茜ヶ崎 空?, Akanegasaki Sora),  (Seiyū Hiroko Kasahara)
(Sora a Takeshi)
Sora fa parte dello staff di LeMU ed è un ingegnere informatico. Nonostante ciò, si presta anche come guida per informare i visitatori che si apprestano a scendere a LeMU. Sempre gentile e premurosa verso gli altri, si prodiga per la salvezza di tutti; ama anche i fiori e gli animali.
Sara Matsunaga (松永 沙羅?, Matsunaga Sara),  (Seiyū Kana Ueda)
(Sara a Kid)
Sara è una studentessa del secondo anno alla scuola superiore femminile di Kyumeikan. Prima che si diplomasse, You era una sua senpai. Anche se non lo sembra, è un'hacker esperta; è anche appassionata di ninja e ninjutsu. Arriva a LeMU in gita scolastica, ma rimane intrappolata con gli altri personaggi.
Coco Yagami (八神 ココ?, Yagami Koko),  (Seiyū Hisayo Mochizuki)
(Coco)
È un'innocente e spensierata ragazza che si comporta in modo un po' infantile. Anche lei è in visita a LeMu e rimane intrappolata con gli altri. Porta sempre con sé il suo cane, Pipi.

## Modalità di gioco
Come la maggior parte delle visual novel, la giocabilità Ever 17 consiste nel leggere il testo accompagnato dalle immagini dei personaggi e da fondali fissi, effettuando alcune scelte che andranno a influenzare la storia.
Takeshi e "Kid" sono i due personaggi principali che il giocatore può controllare e dal cui punto di vista vive la storia. Ognuno ha differenti percorsi nel gioco, e ognuno ha differenti finali. I finali di Takeshi coinvolgono Tsugumi e Sora, mentre quelli di Kid, You e Sara. Per ottenere tali finali bisogna fare le scelte giuste col procedere della storia. Dopo aver completato i quattro finali, sarà sbloccato il percorso di Coco, il cui finale rappresenta la vera conclusione del gioco.
Ever 17 possiede anche una funzione di "skip" che permette al giocatore di saltare qualsiasi testo abbia già letto o di saltare i dialoghi. Viene data anche la possibilità di partire con la storia da un determinato giorno, premesso che lo abbia già completato.

## Sviluppo
Ever 17 è il secondo titolo della serie Infinity della KID, e si colloca tra Never 7: The End of Infinity e Remember 11: The Age of Infinity. Il regista è stato Takumi Nakazawa, gli scenari sono stati scritti sempre da Takumi Nakazawa, insieme a Kotaro Uchikoshi; il disegno dei personaggi fu affidato a Yuu Takigawa, mentre le musiche furono composte da Takeshi Abo.

## Altri media

### Drama CD
Sono usciti due drama CD di Ever 17, entrambi ambientati dopo l'epilogo del gioco. Il primo comincia subito dopo la fine della visual novel, mentre il secondo è ambientato un anno dopo, entrambi composti da cinque episodi.
Il primo dei due serial è diviso su cinque CD, ognuno dei quali è dedicato ad una delle cinque eroine. In ogni CD, oltre che l'episodio il cui titolo viene letto dal personaggio in questione, è presente un messaggio della doppiatrice del personaggio, il tema dello stesso, e una versione riarrangiata della musica in questione.
Il secondo è invece composta da un singolo CD con cinque tracce che dividono gli episodi della storia, e i cui titoli vengono letti da Coco.

### Colonna sonora
La colonna sonora del gioco, così come quella degli altri giochi della serie infinity, è stata composta da Takeshi Abo. La opening nella versione PC, PS2 e Dreamcast è "LeMU ~Haruka na Lemuria Tairiku~" (LeMU ~Il distante continente di Lemuria~), ed è cantata da KAORI, mentre quella della versione PSP è "It's a fine day", cantata da Asami Imai. La canzone di chiusura per la versione PC, PS2 e Dreamcast, è "Aqua Stripe", cantata da Kasahara Hiroko, mentre nella versione PSP è "The Azure ～Hezi no Kioku～. Un CD contenente le musiche di sottofondo è stato pubblicato il 9 aprile 2002, sotto il titolo di "Ever 17 – The Out of Infinity – Sound Collection".

## Curiosità
- Blick Winkel significa "prospettiva" in tedesco.
- Tief Blau significa "blu profondo" in tedesco.
- Tsugumi fa un Test di Turing a Sora. Nella versione inglese è stato erroneamente tradotto come Tooling Test.